# Lucy Rose
Lucy Rose Parton, gekend als Lucy Rose (geboren 20 juni 1989, Camberley), is een Britse singer-songwriter uit Warwickshire, Engeland. Ze debuteerde in september 2012 met haar album Like I Used To. In juli 2015 kwam ze met haar tweede plaat Work It Out, beide albums zijn verschenen op Columbia Records.

## Biografie
Rose werd geboren in Frimley, Surrey, Engeland, haar muzikale carrière begint als drummer in het schoolorkest. Toen Rose zestien was begon ze met het componeren van muziek op de piano bij haar thuis, niet veel later kocht ze een gitaar en leerde ze zichzelf spelen. Wanneer ze achttien is, verhuist ze naar Londen, ze zou aardrijkskunde gaan studeren aan het University College London, maar ze begint als snel muzikaal te experimenteren en samen te spelen met ander muzikanten. In deze periode leerde ze ook Jack Steadman kennen, de frontman van Bombay Bicycle Club. Steadman vroeg of Rose wilde zingen op een nummer dat hij aan het opnemen was en niet veel later verscheen het akoestische album Flaws. Rose zingt op een aantal nummers de achtergrondvocalen maar het meest merkbaar op de titeltrack Flaws. Deze samenwerking hield stand en zo is Lucy Rose ook te horen op het derde en vierde album van Bombay Bicycle Club. Ook is Rose te horen op het nummer This Sullen Welsh Heart van Manic Street Preachers.
Rose is een grote fan van thee en begon daarom met het verkopen van haar eigen thee tijdens haar concerten, als vervanging voor de verkoop van de gebruikelijke handelswaar en cd's.

### Like I Used To
In 2012 begon Rose met het opnemen van haar debuut, Like I Used To samen met producer, Charlie Hugall. Het album, dat ze trouwens bij haar ouders thuis had opgenomen, verscheen in september 2012. Ondertussen had ze ook al een platencontract getekend bij Columbia Records. Voor de release van het album begon Rose in februari en maart met toeren door het Verenigd Koninkrijk, de Verenigde Staten en Canada als voorprogramma van Bombay Bicycle Club en Noah and the Whale. De daaropvolgende zomer was ze ook op verscheidende festivals verspreid over heel het Verenigd Koninkrijk te zien. Zo speelde ze op het Reading festival, waar BBC Three het nummer Bikes in hun verslaggeving van het festival opnam.

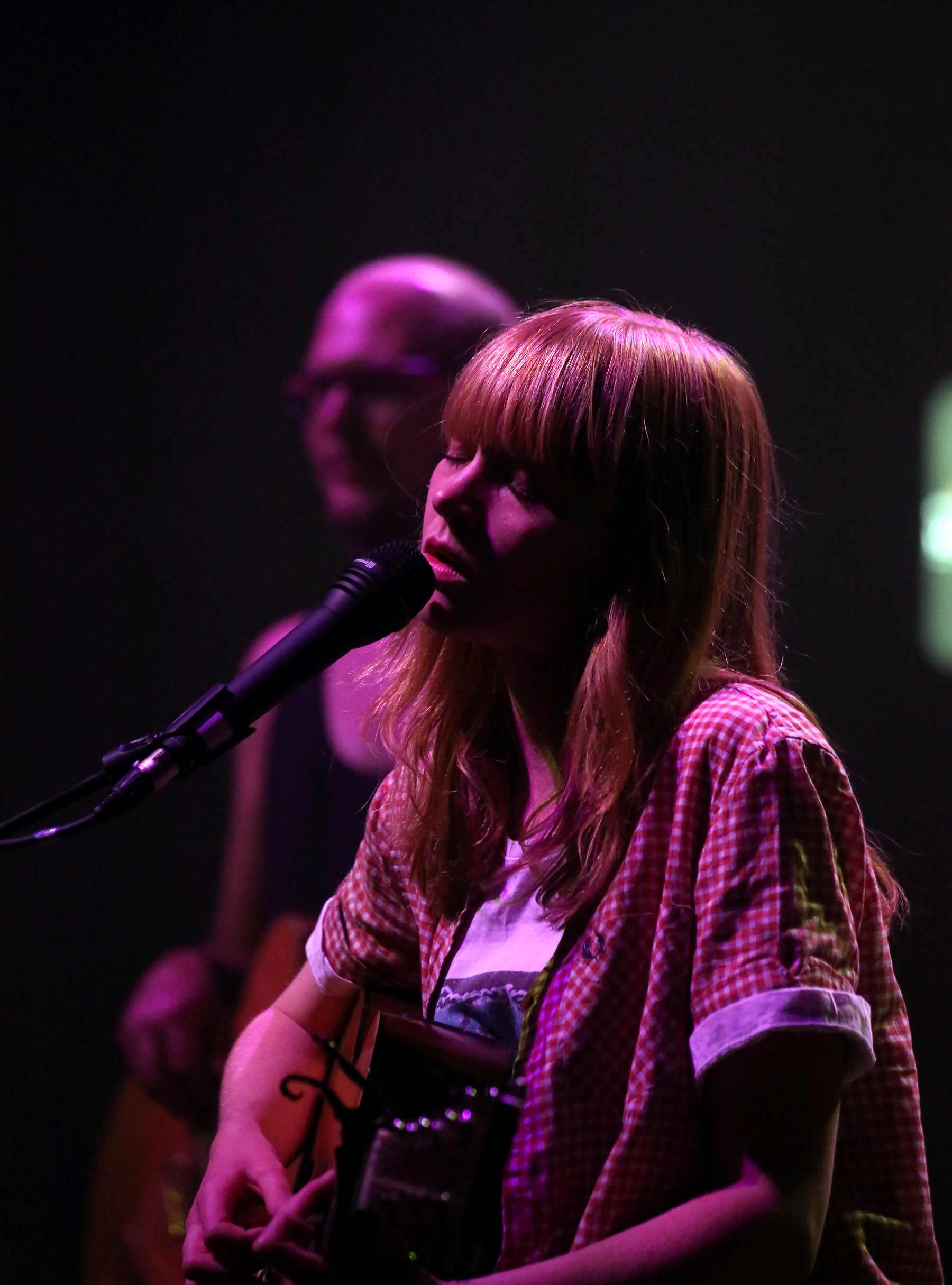
Lucy Rose op het Waves festival in Wenen

### Work It Out
In mei van 2015 kondigde Rose aan dat er een tweede album aankomt, ook verkondigde ze dat Work It Out over de groei van haar als persoon zou gaan. Het album werd deze keer in de studio opgenomen, in de London Snap's Studio en werd geproduceerd door Rich Cooper. Cooper werkte al eerder samen met grote namen als Mumford & Sons en Tom Odell.

### Derde album
Rose plaatste op 12 juli 2016 een foto op Facebook waar te zien is hoe ze piano speelt tijdens een opname, met het onderschrift: "And so it begins". Hiermee kondigde ze voor de eerste keer aan dat ze aan een nieuw album aan het werken was.
Dat album is uitgebracht in juli 2017, met als naam "Something's Changing" 

### Concerten in België
Rose speelde al vaak in België, zo speelde ze al vijf keer in de Botanique in Brussel. Ook speelde ze een speciale sessie in het station van Antwerpen voor Lotto en speelde ze in het voorprogramma van City and Colour.

### Invloed
Volgens Rose is vooral haar verhuizing naar Londen iets wat haar heeft geïnspireerd, maar ze noemt ook Joni Mitchell en Neil Young als inspiratiebronnen.

## Discografie

### Albums
- Like I Used To (2012)
- Work It Out (2015)
- Live at Urchin Studios (2016)
- Something's Changing (2017)
- Something's Changing (Remixes) (2017)
- No Words Left (2019)
- This Ain't The Way You Go Out (2024)